# Chionaema crasizona
Chionaema crasizona là một loài bướm đêm thuộc phân họ Arctiinae, họ Erebidae.